# Stichaster australis
Stichaster australis is een zeester uit de familie Stichasteridae.
De wetenschappelijke naam van de soort werd in 1871 gepubliceerd door Addison Emery Verrill.